# Überfalltrichter
Als Überfalltrichter oder Überlauftulpe (englisch: "Bell-Mouth") bezeichnet man im Bauingenieurwesen eine trichterförmige Vorrichtung zur Hochwasserentlastung.
Knapp oberhalb des Stauziels auf einen Hochwasserentlastungsturm aufgesetzt, dient der Überfalltrichter als Überlauf bei zu hohen Wasserpegeln. Bei höheren Wasserständen fällt das überschüssige Wasser in den Überlauf und wird durch den Hochwasserentlastungsturm abgeleitet.
Oft sind zur Verbesserung des Strömungsverhaltens Strömungspfeiler am Überfalltrichter angebracht. Überfalltrichter müssen so entworfen werden, dass sie nicht zuschlagen, d. h. vom Freispiegelabfluss in den Druckabfluss übergehen, da sich dann der Strömungswiderstand stark erhöht und sich die Flussrate nur noch durch starke Druckerhöhung wesentlich steigern lässt (→ Gesetz von Hagen-Poiseuille). Anders gesprochen: das Innere des Überfalltrichters muss ausreichend weit sein.
Der größte Überfalltrichter am Lake Berryessa ist auch als Glory Hole bekannt.

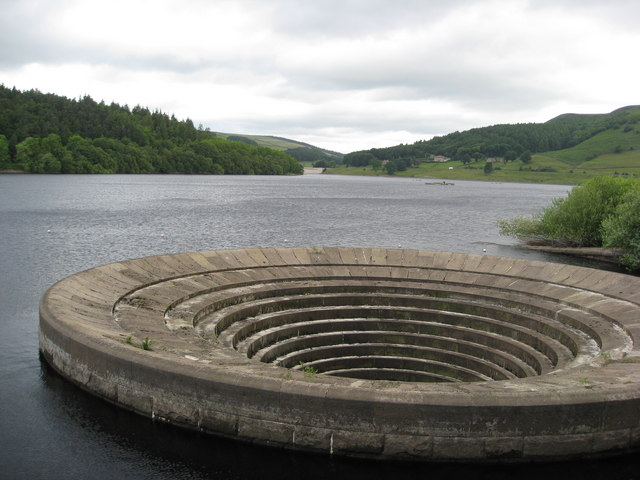
Überfalltrichter am Ladybower Reservoir im Normalzustand
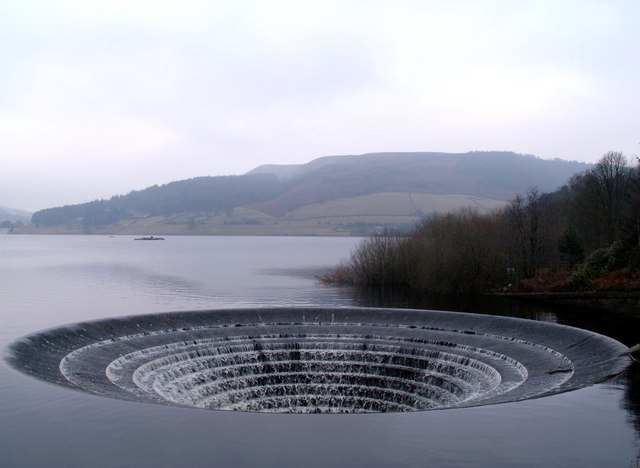
… und bei Überlauf
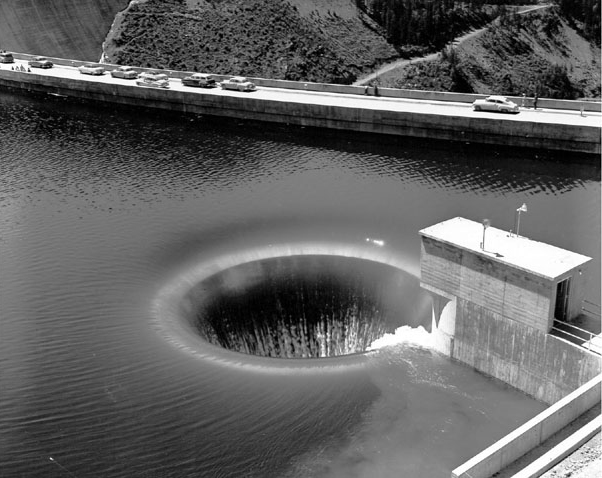
Überfalltrichter der Hungry-Horse-Talsperre (1953)